# Dag-Eilev Fagermo
Dag-Eilev Fagermo (Bærum, 1967. január 28. –) norvég labdarúgó, edző.

## Edzői pályafutása
Fagermo a norvégiai Bærumban született. Az edzői pályafutását 1995-ben az alacsonyabb ligákban szereplő Skarphedinnél kezdte. 2002-ben a Pors Grenland, majd 2004-ben a Notodden csapatához edzője lett. A 2006-os szezonban a másodosztályú Strømsgodsetet vezette. A 2008-as szezonban az Odd csapatához szerződött. Vezetőedzősége idején a 2014-es Eliteserien szezonban elérték a bronzérmes helyezést, először az 1956–57-es szezon óta. 2016-ban újra a harmadik helyig jutott. Az első szezonban feljutottak az első osztályba. Fagermo az Odd csapatát 2007 és 2020 között tizenkét szezonon keresztül irányította. 2020. január 31-én a Vålerenga vezetőedzője lett Ronny Deila után.

## Edzői statisztika
| Csapat       | Nemzet   | –tól               | –ig                | Mérkőzések | Mérkőzések | Mérkőzések | Mérkőzések | Mérkőzések |
| Csapat       | Nemzet   | –tól               | –ig                | M          | Gy         | V          | D          | Gy %       |
| ------------ | -------- | ------------------ | ------------------ | ---------- | ---------- | ---------- | ---------- | ---------- |
| Strømsgodset | Norvégia | 2005. november 11. | 2007. december 15. | 64         | 34         | 11         | 19         | 53,1       |
| Odd          | Norvégia | 2007. december 17. | 2020. január 30.   | 438        | 223        | 91         | 124        | 50,9       |
| Vålerenga    | Norvégia | 2020. január 31.   | 2023. június 12    | 110        | 50         | 28         | 32         | 45,5       |
| Összesen     | Összesen | Összesen           | Összesen           | 612        | 307        | 130        | 175        | 50,2       |

## Sikerei, díjai

### Edzőként
Strømsgodset
- divisjon 1.
  - Feljutó (1): 2006